# Рауль Лабрадор
Рауль Рафаель Лабрадор (англ. Raúl Rafael Labrador; нар. 8 грудня 1967, Кароліна, Пуерто-Рико) — американський політик-республіканець, з 2011 року він є членом Палати представників США від 1-го округу штату Айдахо.
Він виріс у Лас-Вегасі, штат Невада. У 1992 році він закінчив Університет Бригам Янг у Прово, штат Юта. Після отримання юридичного ступеня у Вашингтонському університеті у Сіетлі у 1995 році, він почав працювати адвокатом. Пізніше він оселився у штаті Айдахо, між 2006 і 2010 він був членом Палати представників Айдахо.
Одружений, має п'ятьох дітей.